# Гмырянка (река)
Гмырянка, Городня, Без названия (укр. Гмирянка) — правый приток реки Смоша, протекающий по Прилукскому району Черниговской области Украины.

## География
Длина — 24, 15, 16 км. Площадь водосборного бассейна — 101 км².
Русло извилистое. На реке есть пруды.
Река берёт начало от двух ручьёв севернее села Гмырянка. Река течёт на юго-восток. Впадает в реку Смош (на 13-м км от её устья) в селе Однольков.
Пойма занята лесами, заболоченными участками.
Притоки (от истока к устью): балка Грузский Яр
Населённые пункты (от истока к устью):
1. Гмырянка
2. Городня
3. Однольков